# (7391) Strouhal
(7391) Strouhal es un asteroide perteneciente al cinturón de asteroides, descubierto el 8 de noviembre de 1983 por Antonín Mrkos desde el Observatorio Kleť, České Budějovice, República Checa.

## Designación y nombre
Designado provisionalmente como 1983 VS1. Fue nombrado Strouhal en honor al profesor de física experimental "Vincenc Strouhal".

## Características orbitales
Strouhal está situado a una distancia media del Sol de 2,626 ua, pudiendo alejarse hasta 3,193 ua y acercarse hasta 2,058 ua. Su excentricidad es 0,216 y la inclinación orbital 5,049 grados. Emplea 1554 días en completar una órbita alrededor del Sol.

## Características físicas
La magnitud absoluta de Strouhal es 14,2. Tiene 6,106 km de diámetro y su albedo se estima en 0,109.